# Maison du 12 place du Marché à Arpajon
La maison du 12 place du Marché est un édifice du XVe siècle situé à Arpajon, en France.

## Localisation
Le monument est situé dans le département français de l'Essonne, au n°12 place du Marché.

## Historique
L'édifice est daté du XVe.
La maison est inscrite au titre des Monuments historiques depuis le 7 novembre 1966.